# ユキワリ
ユキワリ（雪割：学名：Calocybe gambosa）は、ハラタケ目シメジ科ユキワリ属の菌類。食菌の一つであり、主に森に生育する。英語圏ではSt. Georges mushroom（聖ゲオルギウスのきのこ）と呼ばれている。これは聖ゲオルギウスの祝日（4月23日）ごろに生えることから名づけられたものである。ドイツでは5月に生えるため、Maipilz（五月キノコ）として知られている。
以前はキシメジ属の一つと考えられていたため、古い資料にはTricholoma gambosumの名で記載されている場合もある。

## 分類
1821年、エリーアス・フリースによってAgaricus gambosusと命名された。種小名はラテン語で内反足を意味し、ユキワリの柄の根元が大きいこと由来する。 後にこの種はハラタケ属からキシメジ属に再分類されTricholoma gambosumとなった。更にこれがユキワリ属に再分類されCalocybe gambosaとなった。
属名Calocybeは古代ギリシャ語のkalos（美しい）とcubos（頭）から成る。ユキワリ属はキシメジ科とされていたが、DNAの塩基配列に基づく系統解析の結果シメジ科に移動している。

## 特徴
傘の大きさは直径が5～15cm程度であり、傘の表面はなめらかで、うねがある。若い菌の傘と柄はクリーム色から黄色をしている。
襞は曲がりくねっており、白に近い色をしている。若い菌は襞が密集しており柔らかく、粉っぽい、またはキュウリのようなにおいを放つ。
胞子紋は白か、ピンク色に近い白である。
柄はずんぐりとして、足元の部分が太くなっている。
本種に良く似た有毒種に、アセタケ属のInocybe erubescensがあるため、注意が必要である。この菌はユキワリと同じ環境に生育することがある。甘酸っぱい果物の香りがあり、傷つくと赤くなる。傘はより釣鐘型に近く、胞子紋は茶色い。
また、よく似た有毒種にイッポンシメジ（Entoloma sinuatum）があり、こちらは腐ったような悪臭がする。また、ユキワリは襞が離生であるのに対し、イッポンシメジは直生である。

## 分布・生息地
一般的に草地や森林に見られ、稀に石灰岩の地形にも見られる。バルト海に浮かぶエーランド島やゴットランド島では一般的である。イギリス南部のサウスダウンズでは大きい菌輪を形成し、数百年にわたって見られるものもある。英国では四月に良く見られ、もっと南の暖かい地域ではより早い時期に生育する。

## 食用
乾燥した天気の日に採集するとよい。乾燥、ピクルス、生でも食べられる。特にバターで焼くと美味である。西ヨーロッパにはルーマニアから商業的に輸入されている。

## 参照
1. 1 2  Zeitlmayr L (1976). Wild Mushrooms:An Illustrated Handbook. Garden City Press, Hertfordshire. ISBN 0-584-10324-7
2. 1 2 3 4  Carluccio A (2003). The Complete Mushroom Book. Quadrille. p. 75. ISBN 1-84400-040-0
3. ↑  Nilson S & Persson O (1977). Fungi of Northern Europe 2: Gill-Fungi. Penguin. p. 24. ISBN 0-14-063006-6
4. ↑  Ramsbottom J (1953). Mushrooms & Toadstools. Collins. p. 125. ISBN 1870630092